# Estadio Glorias Costeñas
Estadio Glorias Costeñas - to wielofunkcyjny stadion w Bluefields, w Nikaragui. Jest obecnie używany głównie dla meczów piłki nożnej i jest stadionem domowym klubu Deportivo Bluefields. Stadion mieści 4 000 widzów.